# PA-192
A  PA-192 é uma rodovia brasileira do estado do Pará. É uma estrada importante, pois interliga grandes depósitos minerais (Mina de Bauxita de Juruti) a áreas portuárias do Rio Amazonas. Embora sua importância, somente cerca de 40 km estão em operação (totalidade em Juruti), sendo o restante da rodovia trechos planejados. 
Está localizada na região do Baixo Amazonas, no estado do Pará, atendendo aos municípios de Juruti, Santerém, Aveiro e Itaituba. 